# Ipoella flavens
Ipoella flavens är en insektsart som beskrevs av Evans 1941. Ipoella flavens ingår i släktet Ipoella och familjen dvärgstritar. Inga underarter finns listade i Catalogue of Life.